# Georges et Louis romanciers
 (décembre 2023).
Si vous disposez d'ouvrages ou d'articles de référence ou si vous connaissez des sites web de qualité traitant du thème abordé ici, merci de compléter l'article en donnant les références utiles à sa vérifiabilité et en les liant à la section « Notes et références ».
Georges et Louis romanciers est une série de bande dessinée d'humour absurde qui a commencé à paraître en 1993 dans la revue  Fluide glacial. Elle a pour auteur Daniel Goossens.

## Synopsis
Georges et Louis sont deux romanciers qui travaillent dans le même bureau. Madame Labichette (personnage qu'on retrouve dans La Reine des mouches) est leur femme de ménage. Louis expose à Georges ses idées de romans.
Inspirés par Bouvard et Pécuchet, ces deux écrivains brillent par leur incompétence, leur maîtrise approximative du langage soutenu, leur culture faite de lacunes et de clichés, abordent tous les sujets sans rien y connaître, et produisent des récits sans queue ni tête.

## Personnages

### Louis
Louis est le personnage central de la série. Petit et d'un tempérament très fébrile, il est sans cesse à la recherche de l'inspiration pour ses romans et expose à son ami Georges ses nouvelles idées, qui vont, selon lui, révolutionner la littérature. Enthousiaste et bavard, il a souvent de grandes idées sur le sens de la vie et du monde.
Dans une interview diffusée sur France Culture en avril 2011, Daniel Goossens a déclaré que c'était sous le coup d'une émotion ou d'un sentiment que Louis était saisi par l'ambition de raconter quelque chose, et qu'ayant lui-même le « cerveau un peu incontinent », il avait mis beaucoup de lui dans ce personnage.

### Georges
Georges est l'antithèse de Louis : il est grand, moustachu, et d'un tempérament calme. Il est timide et reste souvent en retrait. Sa grande passion est le poney andalou, qui inspire l'essentiel de ses écrits. Son rôle dans la série est surtout de tempérer les ardeurs de Louis. Goossens disait de lui qu'il était un prétexte pour faire parler Louis.

## Albums
- Georges et Louis racontent, 1993
- Introduction à la psychologie de bazar, 1994
- La Fin du monde, 1997
- La Reine des mouches, 2001
- La Planète des moules, 2004
- Panique au bout du fil, 2006
- Sacré comique, 2011
- Passions, 2014